# Oedipina petiola
Espèce
Oedipina petiola est une espèce d'urodèles de la famille des Plethodontidae.

## Répartition
Cette espèce est endémique du Honduras. Elle se rencontre dans le parc national du Pico Bonito dans la cordillère Nombre de Dios.

## Publication originale
- McCranie & Townsend, 2011 : Description of a new species of worm salamander (Caudata, Plethodontidae, Oedipina) in the subgenus Oedopinola from the central portion of the Cordillera Nombre de Dios, Honduras. Zootaxa, no 2990, p. 59-68.